# F-100超級軍刀戰鬥機

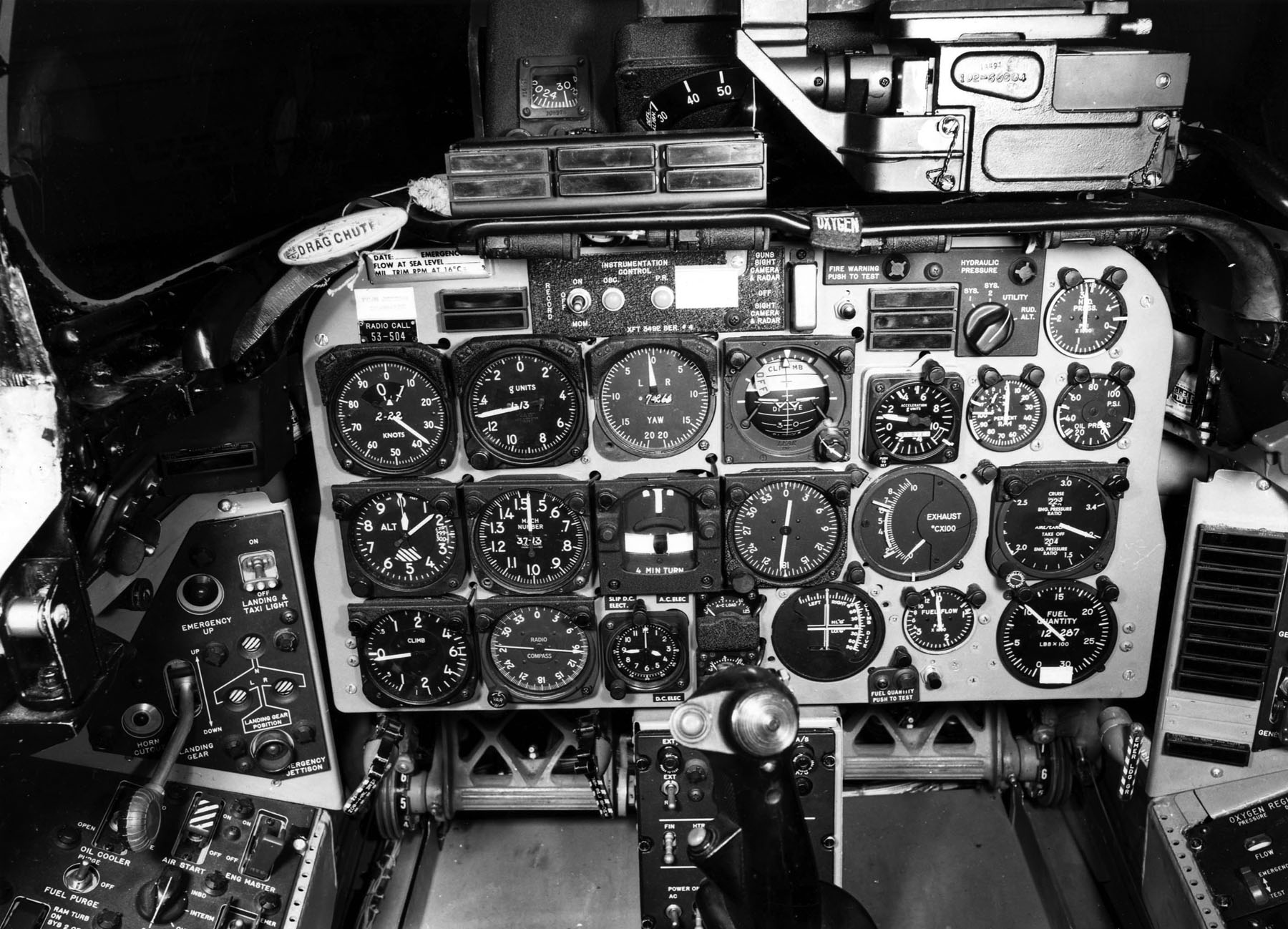
F-100D座艙儀表

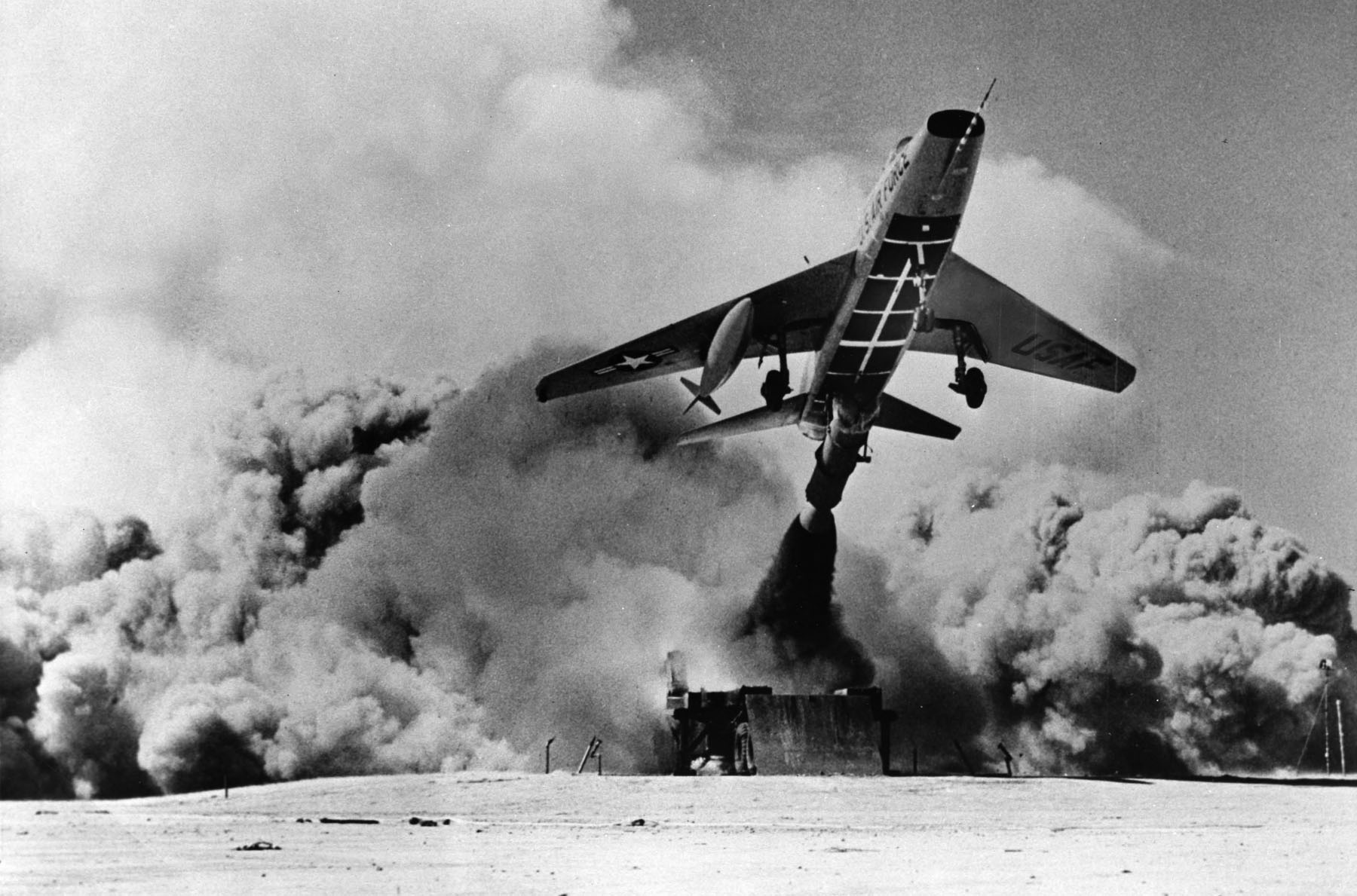
1958年3月26日，美國空軍F-100D進行零距離彈射起飛試驗

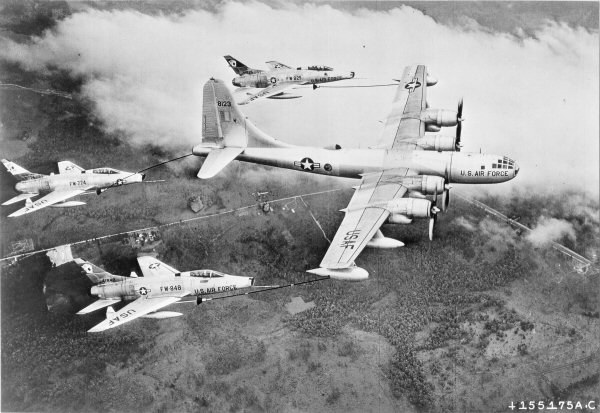
622D聯隊的F-100C進行空中加油（1956）

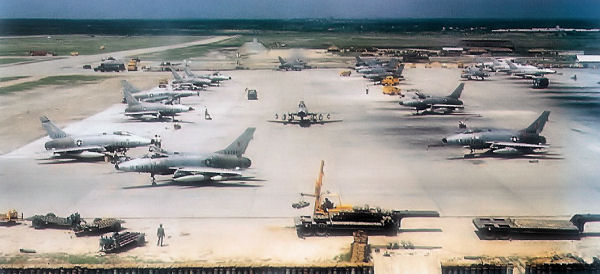
越戰中第416戰術戰鬥機中隊部署在峴港空軍基地的F-100D型（1965）

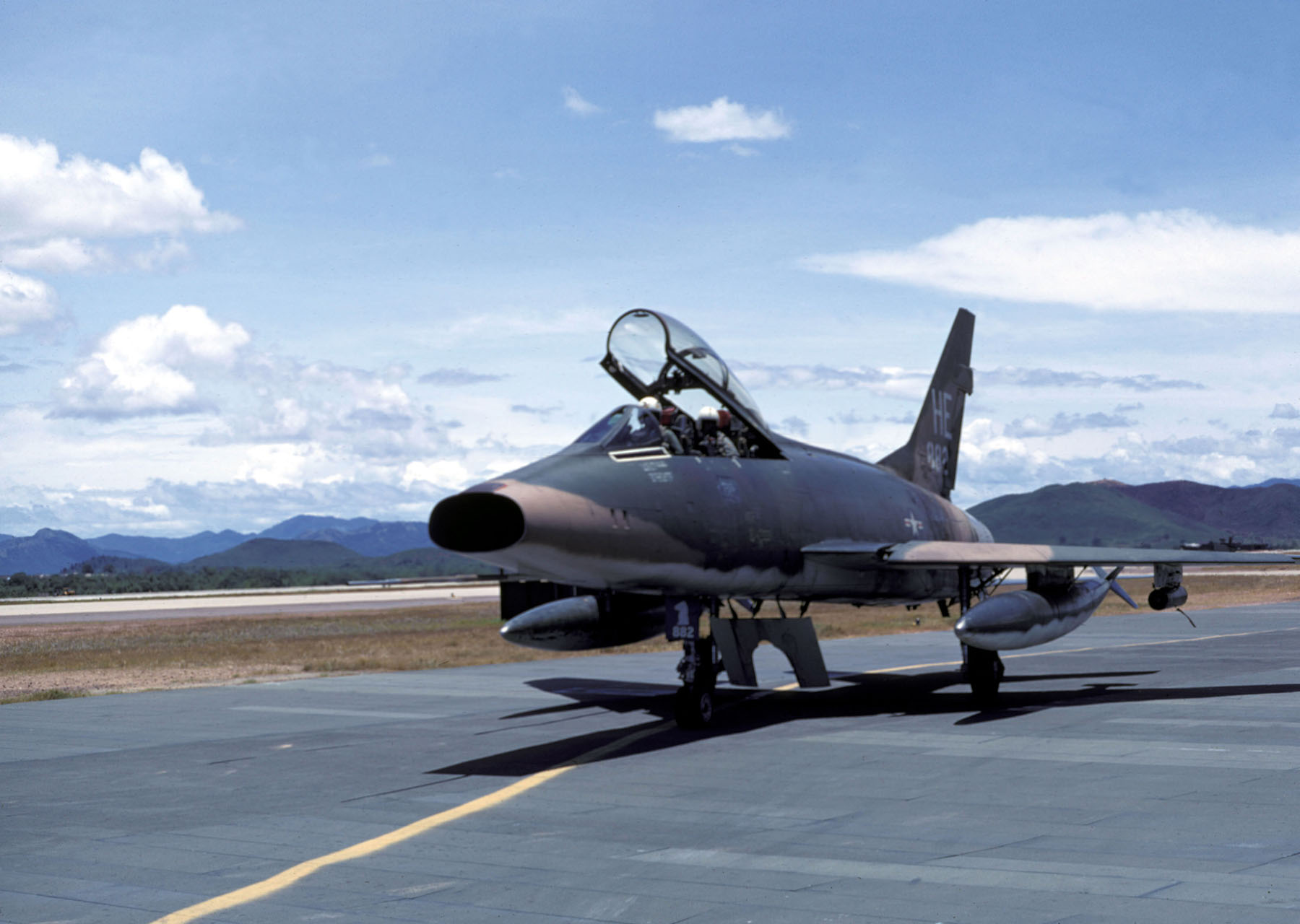
1968年越戰期間，部署在南越符吉空軍基地的F-100F，隸屬第37戰術戰鬥機聯隊

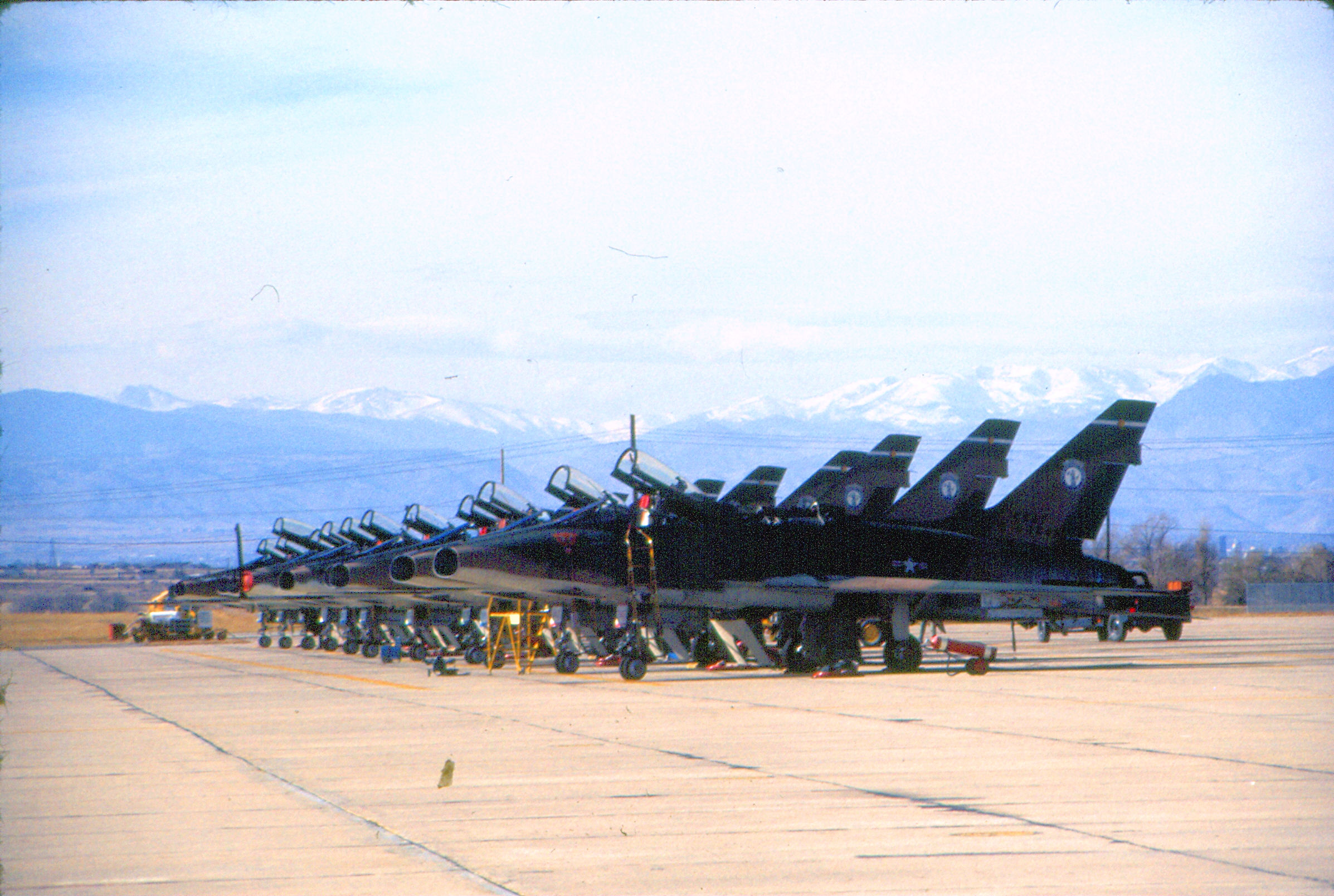
1974年4月，在巴克利空軍國民警衛隊基地的科羅拉多州空軍國民警衛隊F-100D

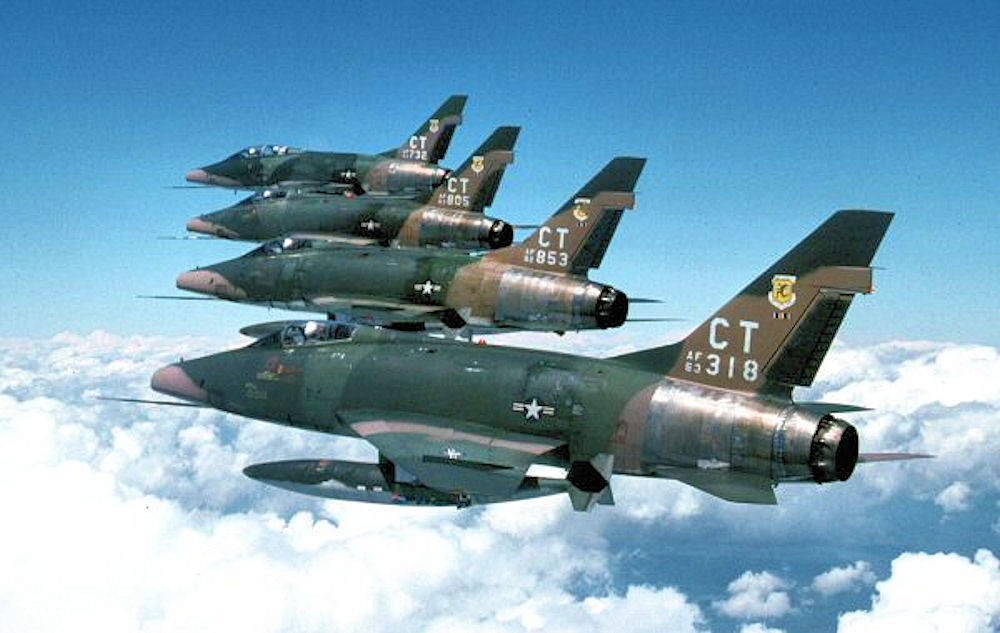
1975年，康乃狄克州空軍國民警衛隊的第118戰術戰鬥機中隊，F-100D編隊飛行

北美航空F-100超級軍刀式噴射戰鬥機（F-100 Super Sabre），於1954年至1971年服役於美國空軍。是為世紀系列之首型戰機，也是世界上第一種實用化的超音速戰機以及首種廣泛利用鈦合金製造的戰機。
F-100最初是作為接替F-86的超音速戰機，然而在其服役生涯中主要定位為戰鬥轟炸機。越戰中，F-100作為野鼬任務的打擊任務被2馬赫級的F-105雷長戰鬥機所取代；但F-100仍持續的活躍於南越上空，廣泛地擔任密接支援的任務，直到被更勝任的A-7海盜II次音速攻擊機取而代之為止。越戰結束後F-100被移交給二線的美國空軍國民警衛隊使用，直到1979年8月全數退役。F-100亦服役於北約諸國空軍及其他美國盟邦。

## 研發背景
1951年4月，北美航空向美國空軍提出了代號軍刀45的新型日間戰鬥機研發方案，標榜是軍刀式戰機的延續，45代表則是機翼後掠角45度。基礎設計在1951年7月7日完成，在接受美國空軍審查後在1951年11月30日初步通過，美軍定名為F-100。原型機在1952年1月3日決議下訂2架，在1952年2月完成簽約建造。隨後加訂了23架F-100A，在原型機未出廠前，訂單在1952年8月已暴增到250架。
1953年5月25日，YF-100A首飛，較原訂時程提早7個月。但配套發動機無著落的情況下只能使用性能較差的J57渦輪噴射發動機（XJ-57-P7），但極速仍達到1.04馬赫；1953年10月14日，第二架YF-100A出廠，在同個月分F-100A也進入量產。1953年11月起美國空軍開始進行F-100A的戰術評估，相關評估至1955年11月結束；美軍雖然認為這架戰機性能卓越，但卻也發現飛機有些氣動力構型隱患而推延佈署期程，並進一步進行各種測試；相關測試在1954年8月開始，由6架先導量產型F-100A在埃格林空军基地的美國空軍武器實驗中心進行。F-100A在後續測試中被發掘到最大隱患是慣性耦合，在1950年代這個問題首度出現，它造成F-100A在飛行時會出現偏航不穩定，並進而誘發突如其來的偏航、滾轉，甚至造成飛機結構超過負荷而解體；這個問題在1954年10月12日俯衝測試科目時造成北美航空首席試飛官喬治·威爾許因此喪命。
雖然尚未測試結束，F-100A仍在1954年9月27日撥交美國空軍服役，首支換裝單位為位於南加州的第479戰術訓練聯隊，不過到1954年11月10日因飛行控制不穩定、液壓系統失效、結構損壞等因素該單位F-100A遭遇6起重大飛安事故，美國空軍下令F-100A機隊全面停飛，延後F-100A撥交期程至1955年2月。直到1955年9月該聯隊才重新恢復戰備任務。然而F-100A有著太多設計缺陷，致使美軍在1958年開始將F-100A淘汰，美軍的F-100A在1961年退出戰鬥序列封存或軍援，在5年間F-100A已發生47起重大飛安事故。但因為蘇聯在東柏林興建柏林圍牆使西歐情勢一度緊張，仍在美軍財產內的F-100A在1962年重新配發部隊使用，直到1970年才全數除役軍援海外。

## 衍生機型

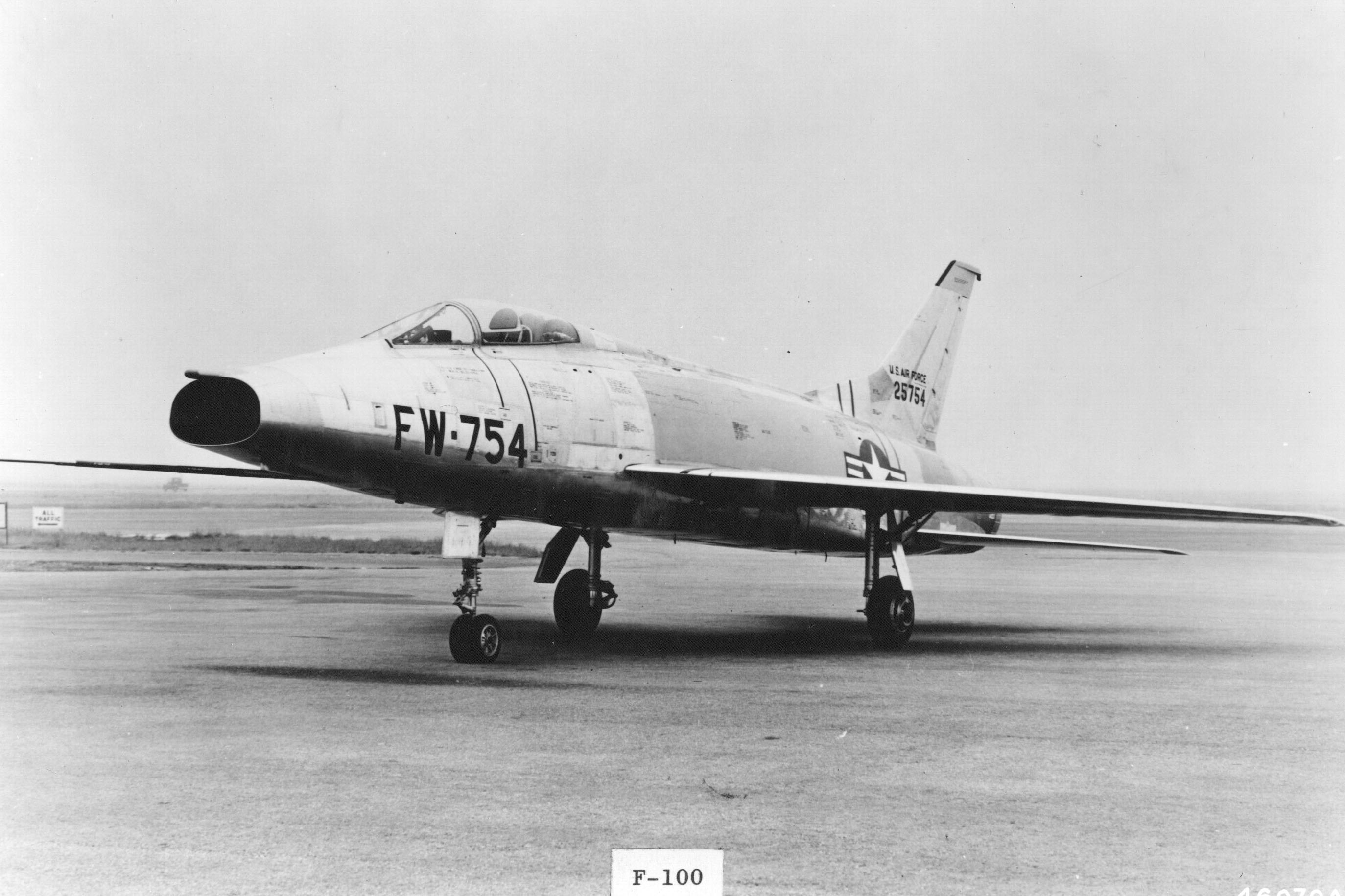
原型機YF-100A機號：52-5754

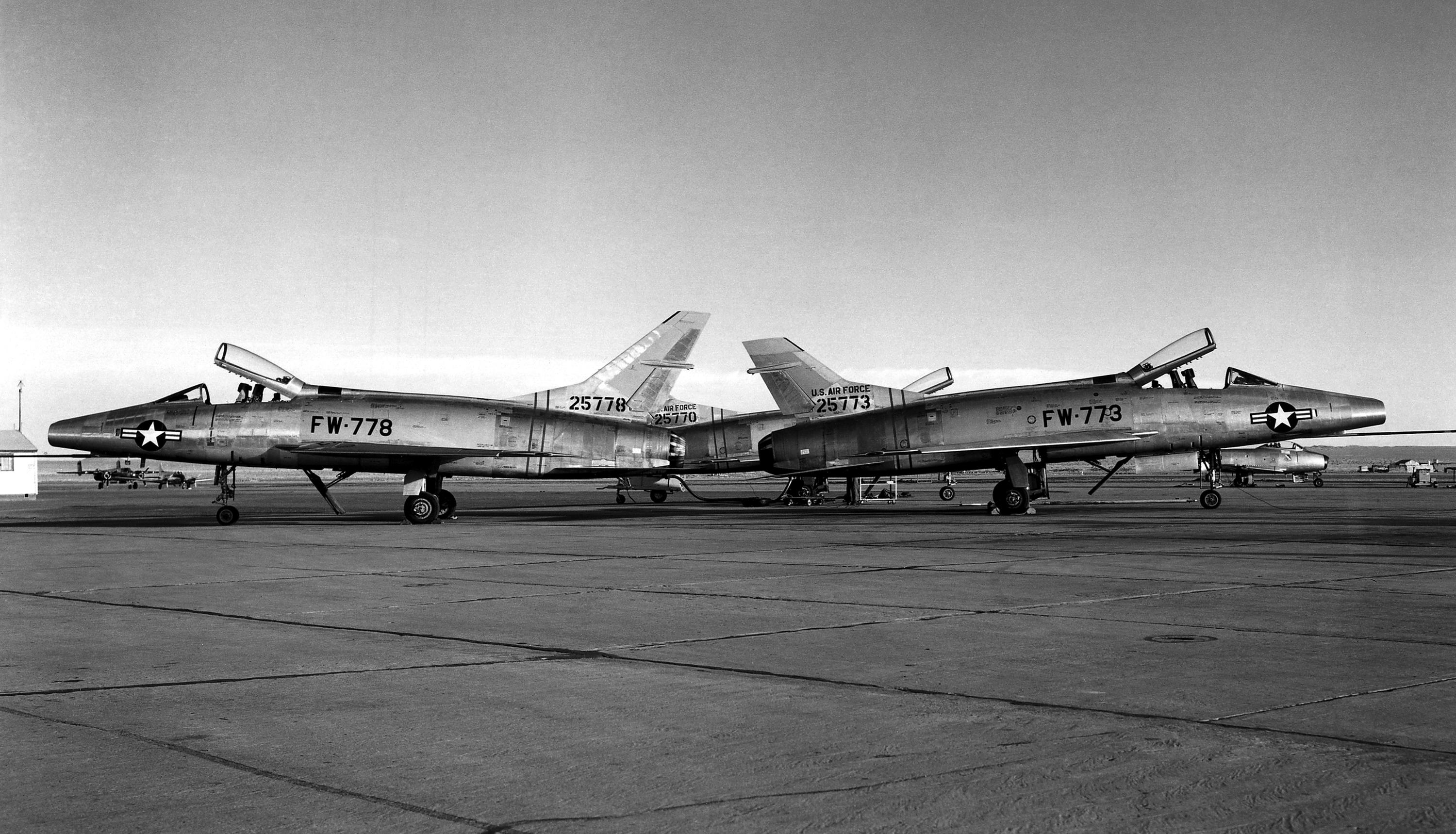
兩架不同垂直尾翼的F-100A 1955年

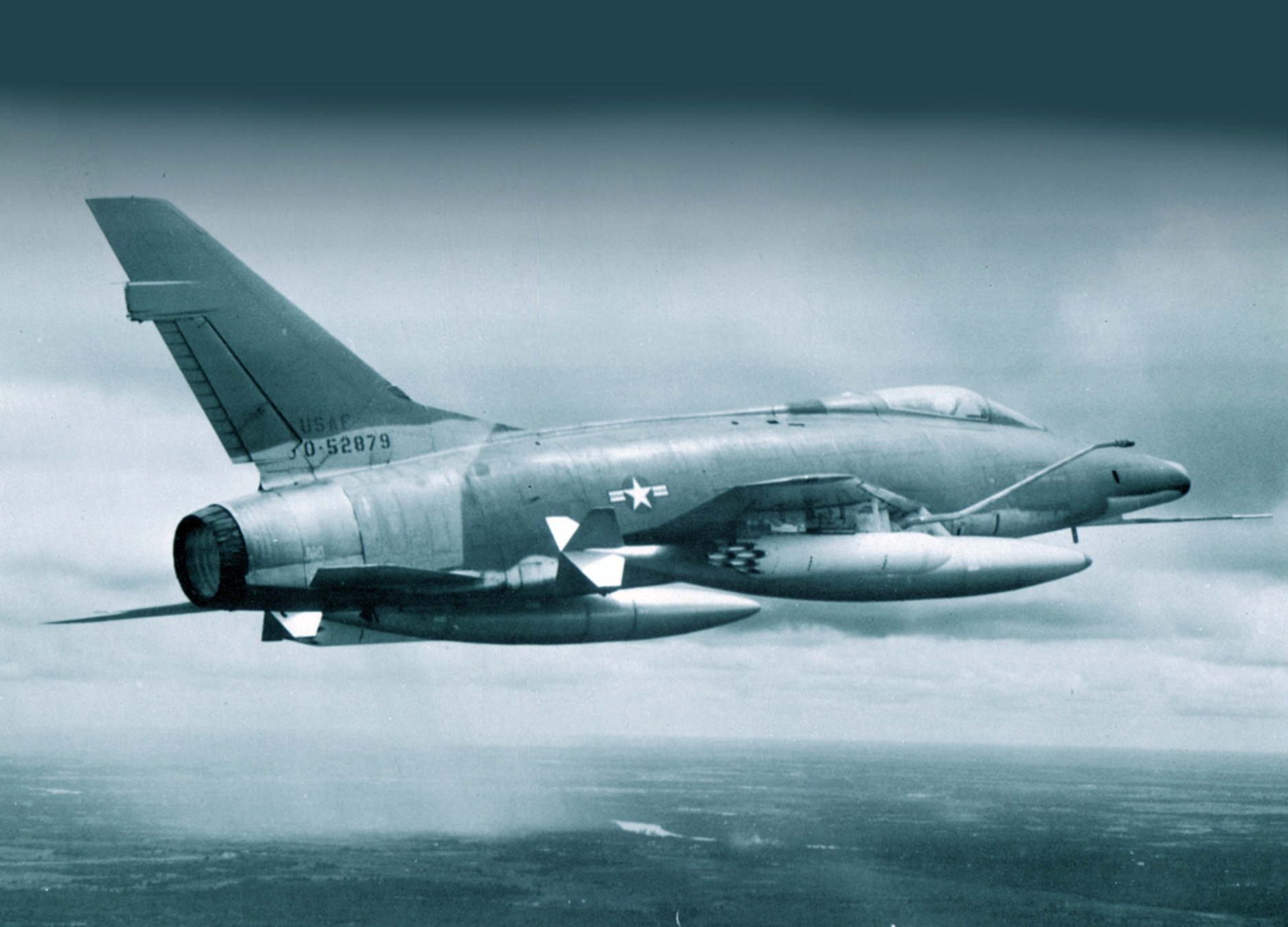
F-100D-50-NH

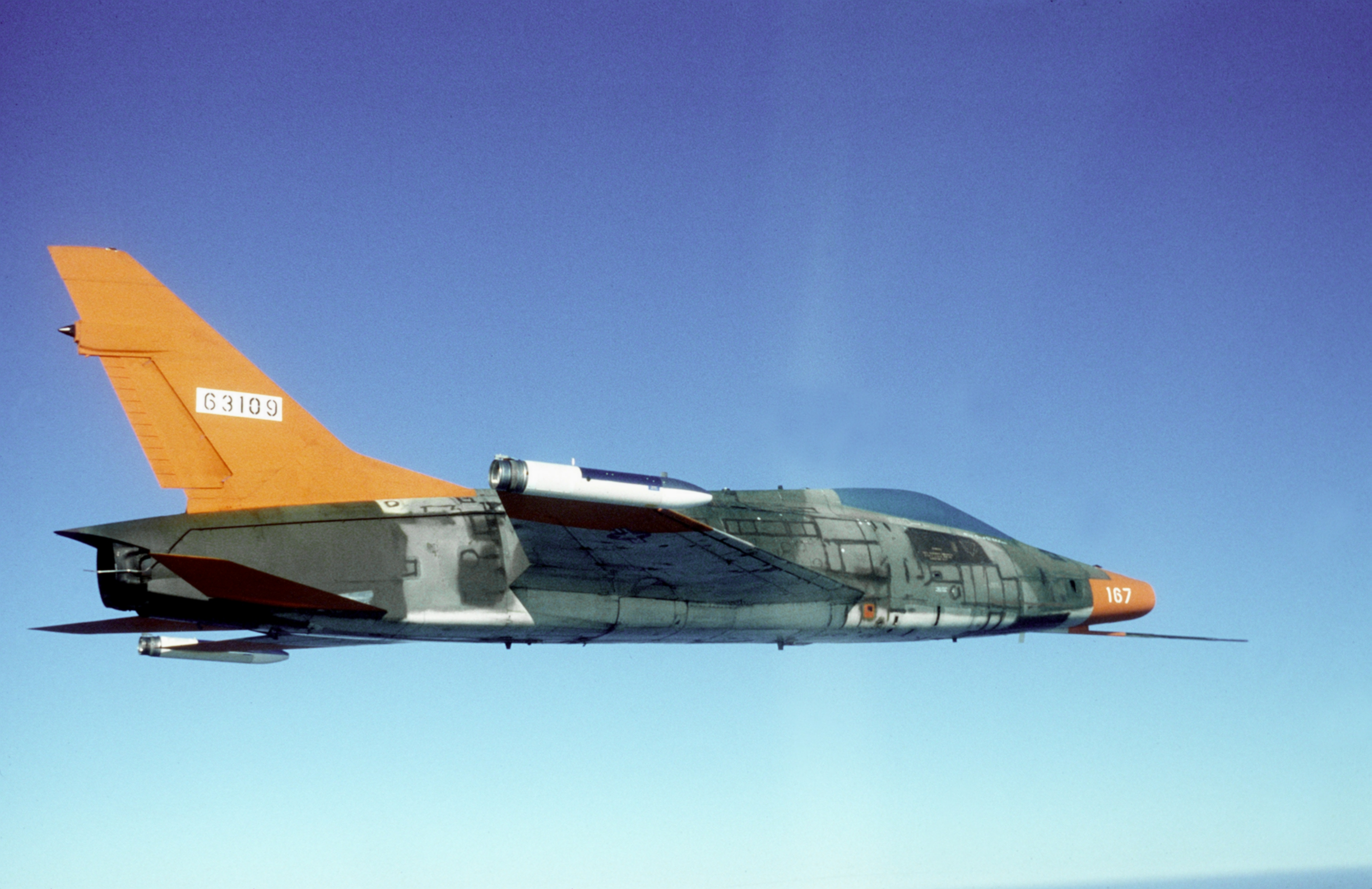
被改裝為遙控靶機的QF-100D 1986年

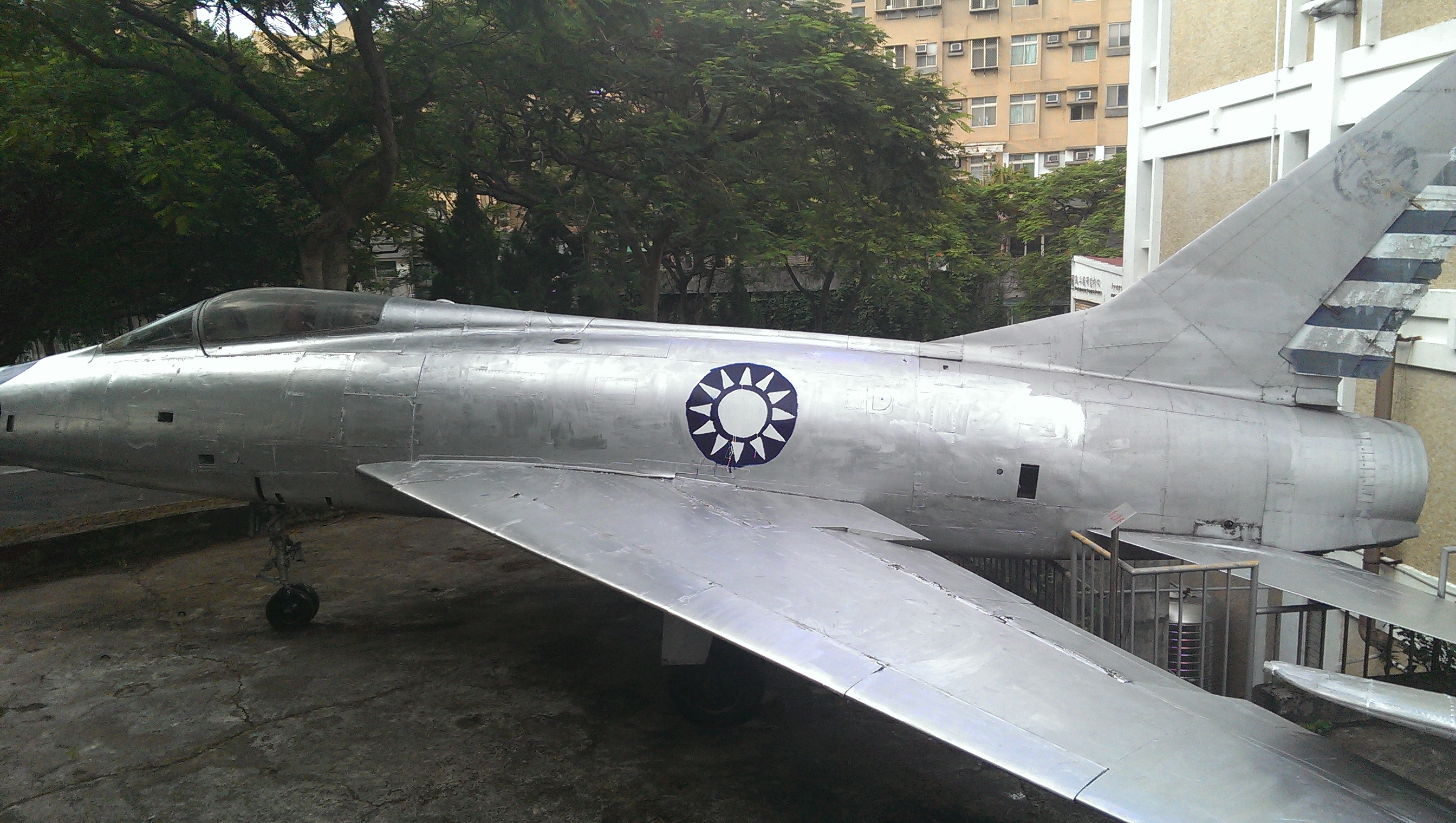
陳列於淡江大學海事博物館旁的F-100A（已重新上漆）

YF-100A
原型機，公司編號NA-180，生產2架，編號52-5754、52-5755
YQF-100
F-100A
第一種主要量產型F-100，公司編號NA-192，單座型日間戰鬥攻擊機，計生產203架。
RF-100A（"Slick Chick"）
1954年挪用了6架A型改造的戰術偵察機，拆除固定機砲換裝偵照設備，1958年從美國空軍退役，尚存的4架軍援至中華民國空軍第四中隊，由於不符合戰力需求，在1960年12月1日送屏東一指部拆解。
F-100B
超音速戰鬥轟炸機版本，後改名為F-107。
F-100BI
F-100攔截機概念版本，未脫離繪圖板即概念終止。
F-100C
第二種主要量產型F-100，公司編號NA-214、NA-217，兩型號差別在217型換用J57-P-21發動機，1954年3月首飛，計生產476架（214型70架、217型381架）。C型增加機翼油箱，增設空中加油功能。
TF-100C
由F-100C改裝的雙座型版本，僅改裝1架。
F-100D
第三種主要量產型F-100，單座型戰鬥攻擊機，1956年1月24日首飛，具有更先進的航電設備，更大面積的垂直尾翼與機翼及降落襟翼，共建造1274架。
F-100F
最後一款量產型F-100，雙座版，1957年3月7日首飛。固定武裝減為2門機砲，生產339架。
DF-100F
一架用作無人機指揮的F-100F。
NF-100F
三架用於測試目的F-100F。
TF-100F
丹麥對1974年收到14架F-100F的命名，以區別1959至1961年交付的10架F-100F。
QF-100
改裝為靶機的版本。
F-100J
參與日本第1次F-X競標（計畫取代F-86F、F-86D）的型號，具有全天候作戰能力，輸給了F-104J。
F-100K
改為J57-P-55發動機的F-100F版本，未建造。
F-100L
改為J57-P-55發動機的F-100D版本，未建造。
F-100N
計畫提供給北約簡化航空電子設備的版本，未建造。
F-100S
計畫由法國製造的F-100F，配備勞斯萊斯Spey渦扇發動機，未建造。

## 中華民國空軍與F-100

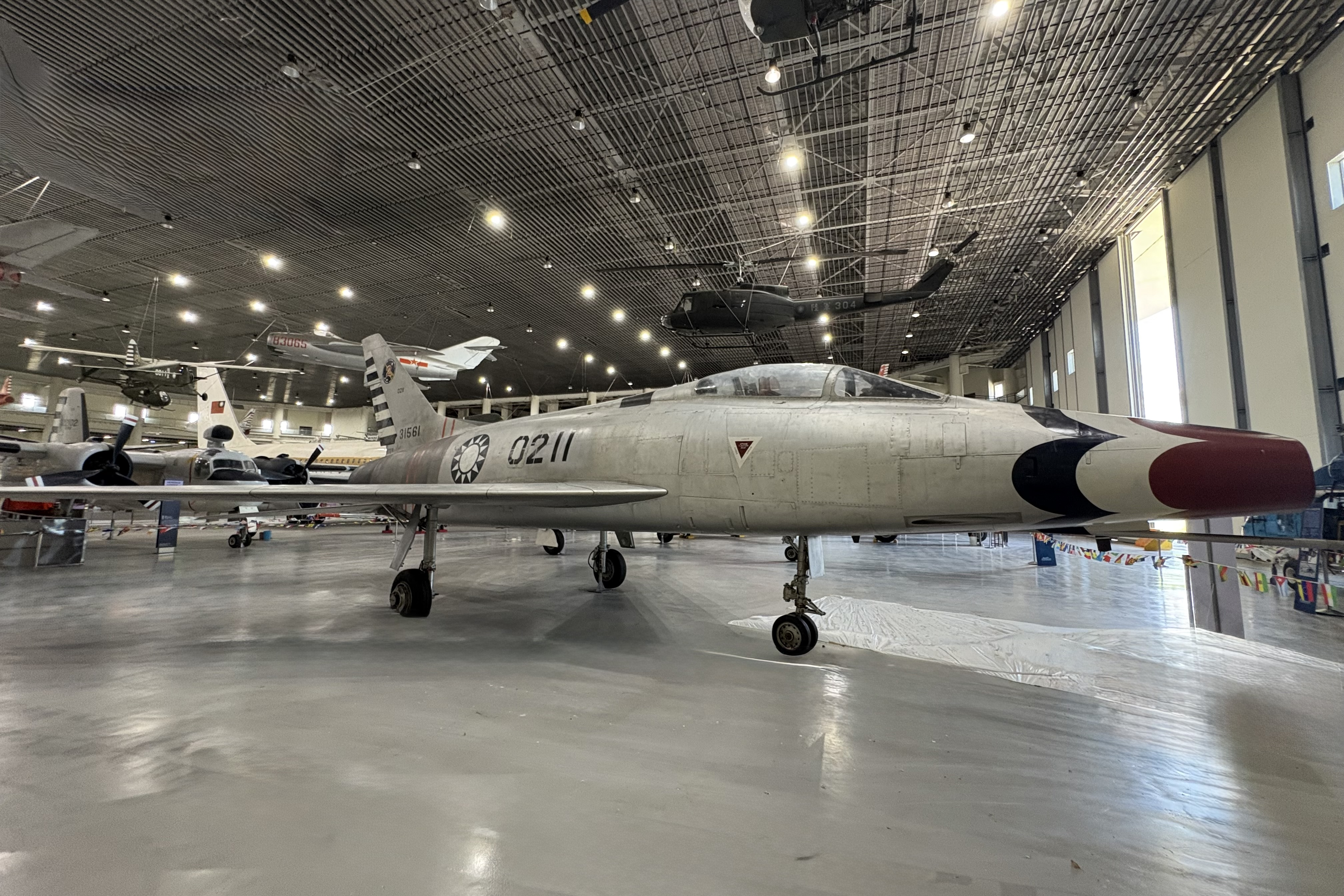
F-100A戰鬥機

民國47年8月八二三炮戰爆發，為了鞏固美國協防臺灣的意志，美國空軍於民國47年9月自美國飛送6架F-100F教練機至嘉義水上機場直接熱機移交中華民國空軍四聯隊換裝，F-100是當時第一架能平飛超音速之噴射戰機，也是中華民國空軍史上第一種採用的世紀系列戰機。第6大隊大隊長周石麟於1958年底率第四中隊劉序、陳懷、何建彝、曾祥華、李正武與傅振華前往嘉義水上基地接受第4大隊F-100的換裝訓練。
中華民國也是全世界除美國外唯一一個使用F-100A型的國家。
在戰事告一段落後，美軍於1959年移交15架當時已封存的單座型F-100A戰機，之後中華民國空軍又獲得了4架F-100F，編號自0011~0014，比較特別的是這4架F-100F戰機在移交時，機身上的塗裝為東南亞迷彩塗裝，但此迷彩在中華民國空軍內的塗裝時間不長，在媒體上亦很少曝光，後來中華民國空軍為求塗裝統一性及補給作業簡化而將4架F-100F悉數改為一般常見的銀色塗裝。中華民國空軍的F-100移交有以下時序
1. 民國47年9月：10架F-100F
2. 民國48年：15架F-100A、4架F-100F
3. 民國49年：65架F-100A
4. 民國50年：4架RF-100A
5. 民國59年：38架F-100A（美國空軍及空軍國民警衛隊退役移交使用）

中華民國空軍前後一共接收14架雙座的F-100F，118架單座F-100A以及4架RF-100A偵察機，幾乎所有美國空軍沒墜毀的F-100A最終都移交給中華民國空軍使用；在1958至1961年軍援F-100主要撥交第四聯隊，1970年的軍援機則撥給了第二聯隊操作。同時，空軍在美方的技術協助下將大部份F-100A參照美軍使用經驗改良，主要是換裝F-100D的垂直尾翼改善飛行穩定性，新的垂直尾翼加裝了AN/APS-54雷達警告器，同時整合了響尾蛇飛彈與AGM-12飛彈發射配線；不過第一代超音速噴射機終究有許多技術及製造上的原始缺失，所以每架F-100都有自己獨特的飛行特性與缺點，這也造成國軍的F-100機隊相當仰賴熟練後勤的維護功力；1979年8月28日，一架空軍所屬，機碼3194號的C-119運輸機因雷雨失事全員罹難，機上搭乘的人員多為F-100的機工長。因為損失了這些後勤人員，此後空軍的F-100機隊妥善率便急遽降低；原本499聯隊全聯隊操作F-100，到1980年代只剩48中隊仍少量運用，但在1984年6月至8月間連續發生3起墜毀事故，逼使空軍在1984年9月5日將超級軍刀機完全除役。
- 1987年，軍方將一架F-100A機號0218贈送台大保存展示。台大將其野外展示，由於缺乏保護，經歷多年日曬雨淋與人為破壞後變得破損不堪。2009年發生臺大F-100超級軍刀機保存事件，事後兩年台大歸還軍方維修整理，經空軍司令部整修後於2012年4月30日起於台中成功嶺營區靜態展示。[9]

RF-100A偵查機
中華民國收的4架RF-100A其中3架在1959年元旦由美軍駕駛飛抵桃園，13日這3架飛機又飛送至嘉義基地供在當地接受換裝訓練的第四中隊隊員使用。另一架序號由於過境日本期間發生故障在當地維修，遲至3月18日才抵達台灣。
這4架RF-100A由於已經是美軍汰除機種，零件撥補不易，再加上故障率高，且經由反射鏡進入相機成像，照像品質較為不理想，因此第四中隊從未將RF-100A使用在本島以外的偵照任務，且每飛行1個小時後續維修工時得耗費100小時，極度消耗後勤修能。由於RF-100A無實際使用價值，因此空軍總部於1960年12月1日正式下令將RF-100A送交屏東一區部拆解除役。

## 性能
（F-100D）

F-100D 三視圖

- 翼展：38 ft 9 in（11.81 m）
- 機長：50 ft（15.2 m）
- 機高：16 ft 2¾ in（4.95 m）
- 空重：21,000 lb（9,500 kg）
- 發動機：J57-P-21A渦輪噴射發動機
- 時速：1487公里
- 武器：20公釐M39機炮X4、AIM-9響尾蛇飛彈X4、AGM-12對地飛彈X2、70公釐無導引火箭莢艙X2或X4、核彈3190公斤

## 使用國家

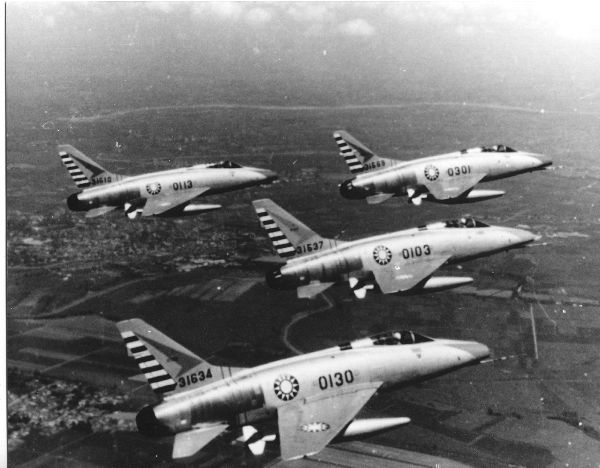
中華民國空軍F-100

- 美国
- 土耳其
- 法國
- 丹麦
- 中華民國

### 考慮使用的國家
- 日本：1950年代末，F-100被提及作為下一代戰鬥機 (FX) 的候選者，這將是日本航空自衛隊現役F-86的繼任者，以及配備攔截雷達的F-100J型戰鬥攔截機也有計劃。最終被否決了，但由於政治問題（第一次FX問題），選拔工作被擱置，於是一度被排除在候選名單之外的80架F-100的授權生產的想法也成為了其中一個方案，然而，因為在向首相岸信介的解釋中使用了“戰鬥轟炸機”這個詞，所以岸信介說“日本不需要轟炸機！”